# Кубодиён
Кубодиён (прежде Кабодиён; тадж. Қубодиён, перс. قبادیان‎) — посёлок городского типа (с 2016 г.), административный центр Кубодиёнского района Хатлонской области Республики Таджикистан. Родина персидского поэта, исмаилитского философа и учёного Насира Хосрова.
В русскоязычных СМИ Таджикистана встречаются разные варианты русского названия посёлка — Кабадиян, Кубадиян и Кабодиян. В советской и российской историографии также известен под названием Кобадиан.

## География
Кубодиён расположен в долине реки Кафирниган, правого притока Пянджа, в 94 км к юго-западу от Бохтара и в 2 км от железнодорожной станции. Расстояние до Душанбе — 198 км. В 1930—1957 годах посёлок назывался Микоянабадом в честь А. И. Микояна.

## Население
По переписи населения 2022 года в посёлке Кубодиён проживали 12500 жителей.
| 2019   | 2020   | 2022   |
| ------ | ------ | ------ |
| 11 900 | 12 200 | 12 500 |

## История

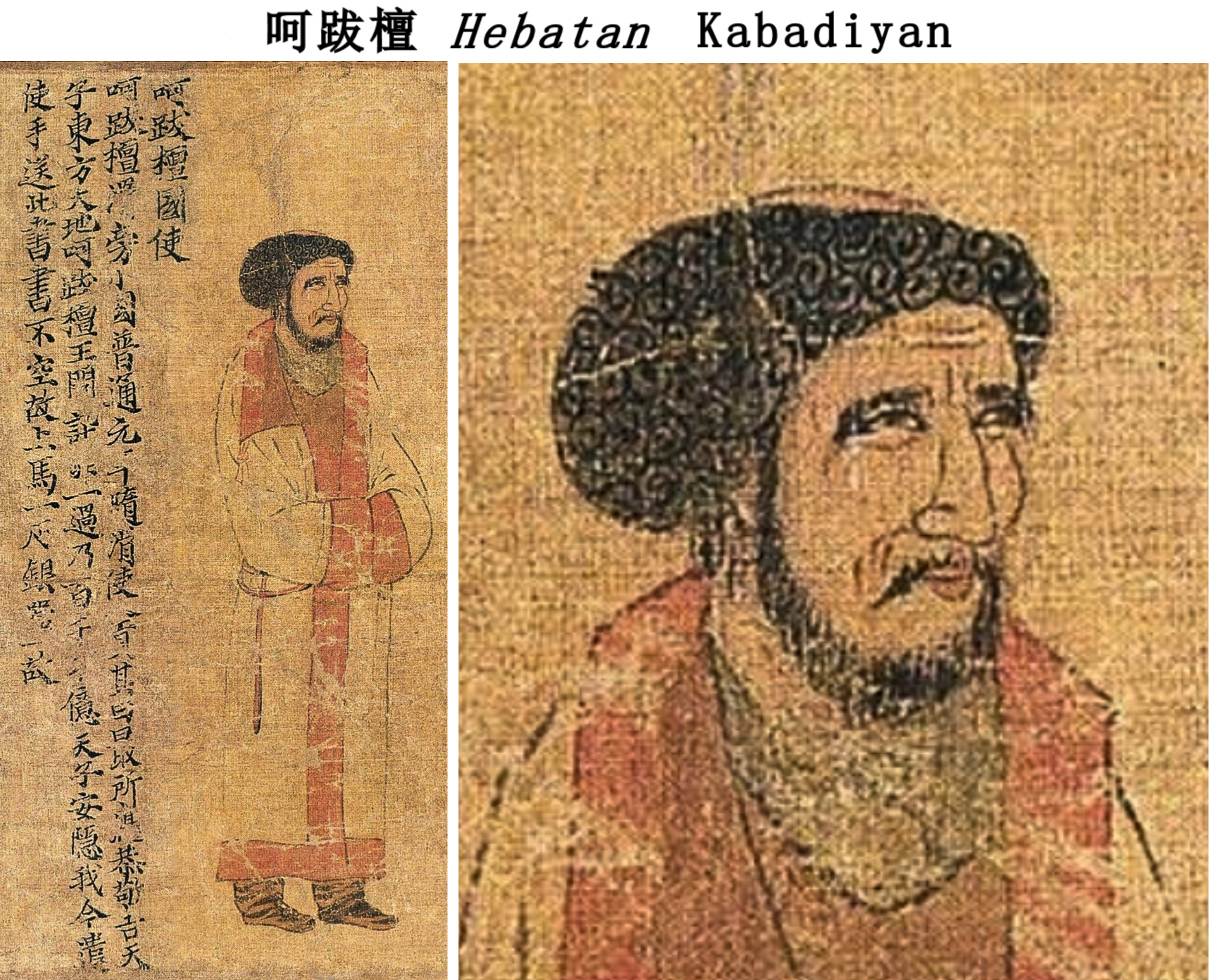
Посол из Кубадияна при китайском дворе императора Сяо И (Лян) в его столице Цзинчжоу в 516–520 гг.н.э. «Портреты из Периодического приношения Лян», копия Сун XI века. Посол сопровождал эфталитов в Китай.

Возникновение Кубадияна связывают с древнеиранскими царями: авестийским Кей-Кобадом и сасанидским шахиншахом Кавадом I.
Недалеко от знаменитого кишлака Мехнат-Рохата у долины реки Кафирниган начал осваиваться уже во второй четверти I тысячелетия до н. э. с созданием здесь большой ирригационной сети. Культурные земли правого побережья реки орошались древним каналом, головная часть которого находится на расстоянии 18 км к северу от районного центра Кубадиян. Такой же канал в древности орошал культурные земли левого побережья.
В средневековых источниках название Кубадияна приводится в форме «Кубадийан» (перс. قبادیان‎), «Кувадийан» (перс. قوادیان‎) и «Кувазийан» (перс. قواذیان‎).
Впервые Кубадиян упоминается в сочинении Мухаммада ат-Табари в связи с походом Асада ибн 'Абдаллаха в Хутталан в 725 году.
В IX веке Кубадиян административно относился к области Хутталана, а в X веке при Саманидах — к области Чаганияна.
Согласно Абу Са’д ас-Сам’ани, в XII веке Кубадиян был цветущим округом («нахийа»), относящимся к области Балха. Средневековая столица Кубадияна была довольно значительным городом, одним из крупнейших в бассейне верхнего течения Амударьи. В области Кубадияна в средние века было несколько густонаселённых и цветущих городов, расположенных среди гор недалеко от Амударьи, то есть в нижнем течении реки Кафирниган.
Постановлением ЦИК СССР от 7 марта 1936 года в составе Таджикской ССР образован новый Микоянабадский район с центром в кишлаке Кабадиен, тем же постановлением кишлак переименован в Микоянабад.
Указом ПВС Таджикской ССР от 14.09.1955 г. в состав Микоянабадского района включена территория бывшего Шаартузского района, районный центр перенесен в посёлок Шаартуз, который, тем же постановлением переименован в Микоянабад. Указом ПВС Таджикской ССР от 30.11.1957 г. кишлак Микоянабад переименован в кишлак имени Насир Хисрав.
Указом ПВС Таджикской ССР от 07.04.1978 г. в составе Курган-Тюбинской области образован новый Кабодиёнский район с центром в кишлаке Насир Хисрав, который тем же постановлением переименован в Кабодиён.
Образован как посёлок городского типа, административный центр района Кубодиён, согласно Постановлению Маджлиси милли Маджлиси Оли Республики Таджикистан от 3 марта 2016 года № 208 путём изменения границ джамоатов им. Носири Хусрава и им. Ишмурода Ниёзова, при этом джамоат Кубодиён с его центром в селе Кубадиян были переименованы в джамоат и село Заркамар, соответственно.